# 虛構世界

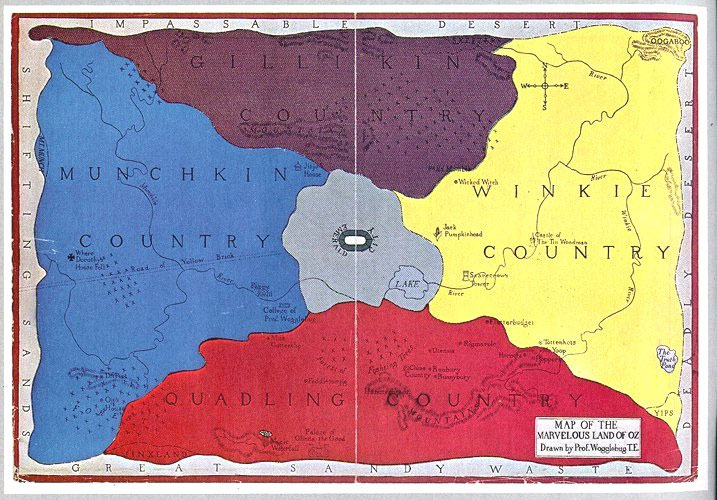
童话绿野仙踪裡的奧茲國的地圖

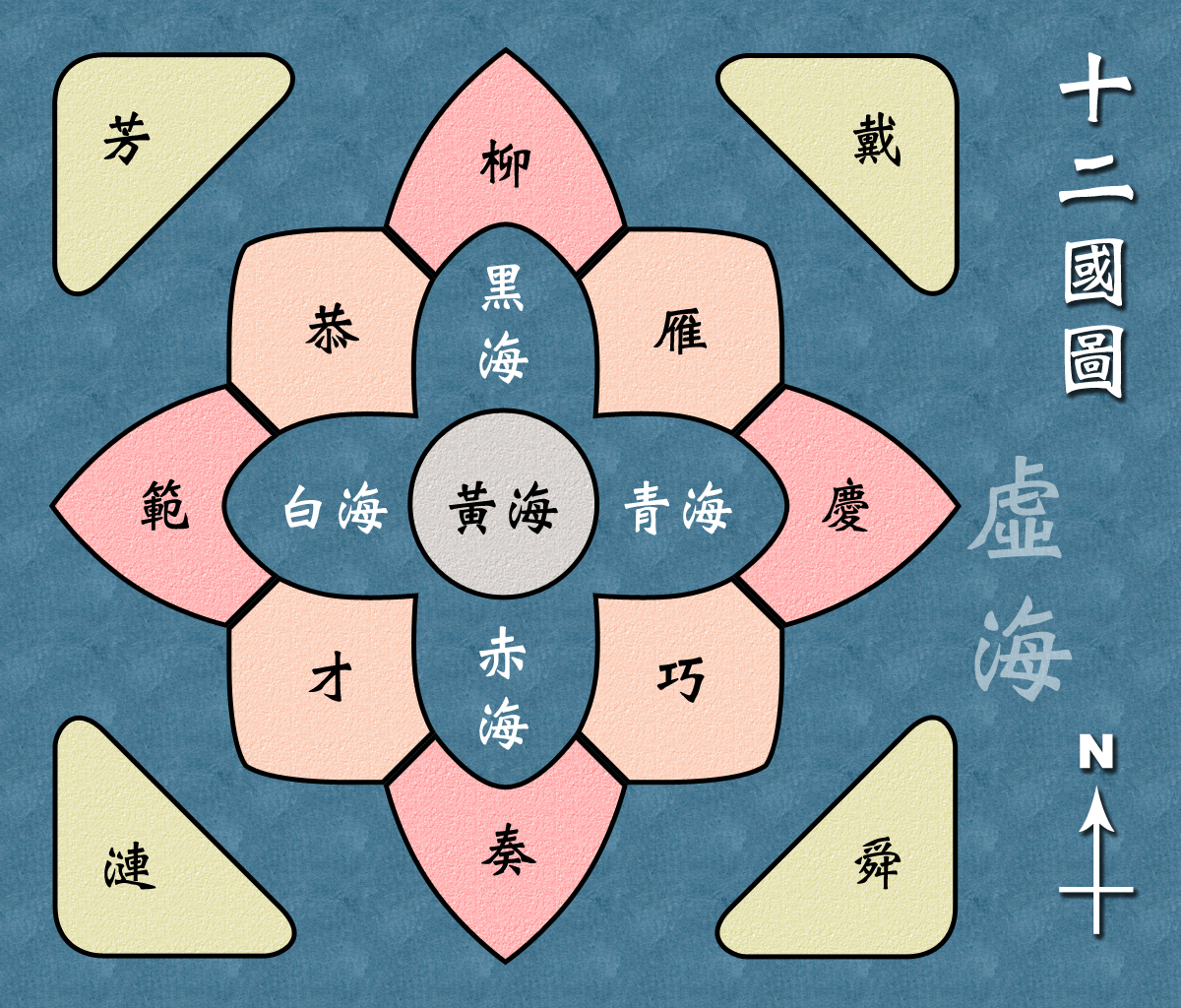
日本奇幻小說《十二國記》的地圖。

虛構世界（英語：fictional universe/fictional world），或稱架空世界，是指本身具有一致性的虛構設定，含有與現實世界不同的元素。虛構世界可以與現實世界幾乎沒有區別，除了是虛構的人物和事件。在另一極端，它與現實世界只有很少或根本沒有相似之處，例如含有虛構的空間和時間原則。一般來說，科幻、奇幻、武俠以及架空歷史創作中都會有一個虛構世界。
架空小說，即描述並非發生於真實世界，而是一個完全由作者所構想的虛幻世界，包括歷史、背景、生物、種族、宗教、語言、地理或宇宙觀等都不相同的小說。其背景和真實世界或歷史沒有什麼聯繫，作者可以隨意發揮的餘地較大，對歷史考據的要求也比較低。

## 歷史
《山海經》和《希臘神話》等神話、或是《聖經》故事等宗教等體系中，也可說是存在虛構世界，但傳統上不會如此強調。
較早的虛構世界出現在柏拉圖的《理想國》、托馬斯·摩爾的《烏托邦》、托馬索·康帕內拉的《太陽城》、喬納森·斯威夫特的《格列佛遊記》等等，往往是用來探討政治哲學議題。
以娛樂為主的虛構世界大約在19世紀末至20世紀初漸漸成形。《福爾摩斯》等系列作品中，故事發生在同一個假想世界，但該世界和現實世界大致相同，主要只是共用角色設定。在科幻和奇幻作品慢慢形成後，虛構世界才擴張到科技、魔法、歷史等面向。例如艾西莫夫的《帝國》、《基地》和《機器人》系列科幻小說發生在同一個虛構世界，有共用的科技和假想歷史，例如機器人三大法則。美國漫畫的超级英雄也常共用一個虛構世界，形成錯綜複雜的虛構歷史，並且用多重宇宙論的概念處理不同的故事設定。托爾金在創作中土世界時，明確地區分「故事」和「虛構世界」的創作過程。
1960年代，娥蘇拉·勒瑰恩的引入人類學民族誌的概念，創作出伊庫盟系列以及《地海》系列。菲利普·狄克的小說《高堡奇人》則確立了架空歷史的文學類型。《星艦奇航記》系列則用影集、電影、周邊書籍等創作出龐大的虛構世界，包括創造出數個世紀的虛構歷史，上百個星球和其文化、克林貢語等語言，劇中還出現了鏡像宇宙的概念。
1970年代，漫畫史學家Don Markstein首次給「虛構世界」一詞明確的定義。
1990年代，因為網路的連繫，流行起私人國家，假想某個不存在的國家，為它設計國旗、歷史、地圖等等。
其他知名例子有J·K·羅琳的《哈利波特》系列、喬治·R·R·馬丁的《冰與火之歌》系列。

## 學術應用
在歷史學和社會科學，一種常用的思想實驗是利用反事實條件來假想某個虛構世界，以衡量某個事物的重要性。

## 参閲
- 文学系列作品虚构宇宙列表
- 动漫系列作品虚构宇宙列表
- 影视系列作品虚构宇宙列表

## 外部連結
- Poobala.com's Crossovers Spin Offs Master Page （页面存档备份，存于）